# USNS Wally Schirra (T-AKE-8)
USNS Wally Schirra (T-AKE-8) – okręt zaopatrzeniowy typu Lewis and Clark należący do US Navy. Patronem statku jest kapitan Walter Schirra – amerykański astronauta z Mercury Seven, trzykrotny uczestnik lotów kosmicznych (Mercury 8, Gemini 6A, Apollo 7).
Kontrakt na budowę T-AKE-8 „Wally Schirra” podpisano 11 stycznia 2005 r. w San Diego (stan Kalifornia). Stępka statku została położona 14 kwietnia 2008 r. 8 marca 2009 r. nastąpiło wodowanie i ochrzczenie. Jego matką chrzestną została wdowa po Walterze – Josephine Schirra.
USNS „Wally Schirra” jest ósmym statkiem klasy Lewis and Clark. Służy jako statek pomocniczy Military Sealift Command's Fleet US Navy. Załogę „Wally'ego Schirry” stanowi 124 marynarzy służby cywilnej i 11 marynarzy Marynarki Wojennej. Statek przeznaczony jest do samodzielnego działania na morzu przez dłuższy czas. Na jego wyposażeniu znajdują się dwa śmigłowce.